# Knut Hammarskjöld
Knut Olof Hjalmar Åkesson Hammarskjöld, född 16 januari 1922 i Genève, död 3 januari 2012 på Lidingö, var en svensk diplomat och generaldirektör.

## Biografi
Knut Hammarskjöld blev filosofie kandidat 1944, attaché vid utrikesdepartementet 1946 med tjänstgöring i Paris, Stockholm, Wien, Moskva, Bukarest, Sofia och Kabul. 
Han blev tillförordnad byråchef för utrikesärenden vid Luftfartsstyrelsen 1957, ambassadråd i Sveriges delegation vid OEEC 1959, var biträdande generalsekreterare i den europeiska frihandelssammanslutningen EFTA 1960–1966, minister i disponibilitet, generaldirektör och chef för den internationella luftfartsorganisationen IATA 1966–1984, ordförande 1989. Han var sekreterare, sakkunnig och ombud vid handels- och luftfartspolitiska förhandlingar 1946–1959 samt styrelseledamot i Blenheim Ltd i London och Blenheim Aviation Inc i San Francisco. Hammarskjöld var släkt med Christer Wahlgren på Sydsvenskan och blev styrelseledamot i tidningen 1948. Åren 1987–1994 var han dess ordförande. 
Knut Hammarskjöld var son till envoyén Åke Hammarskjöld och Britte Wahlgren samt bror till Peder Hammarskjöld. Han var brorson till Dag Hammarskjöld. Han var gift 1950–1958 med grevinnan Rosita von Rosen, från 1969 med Margret Meyer  och därefter med Inga-Lill Verkander Hammarskjöld (född 1944).
Knut Hammarskjöld är begraven på Lidingö kyrkogård.